# 13551 Gadsden
13551 Gadsden eller 1992 FL1 är en asteroid i huvudbältet som upptäcktes den 26 mars 1992 av den australiensiske astronomen Robert H. McNaught vid Siding Spring-observatoriet. Den är uppkallad efter Michael Gadsden.